# 융펑난역
융펑난역(중국어: 永丰南站)은 중국 베이징시 하이뎬구 시베이왕 지구 융펑로·펑지 동로 교차로에 위치한 베이징 지하철 16호선의 지하철역이다. 2016년 12월 31일에 개통하였다.
이 역은 2014년 3월 29일 융펑역과 동시에 건설을 시작하였고, 2015년에 주변 건물들이 폐쇄되었다.

## 역 구조

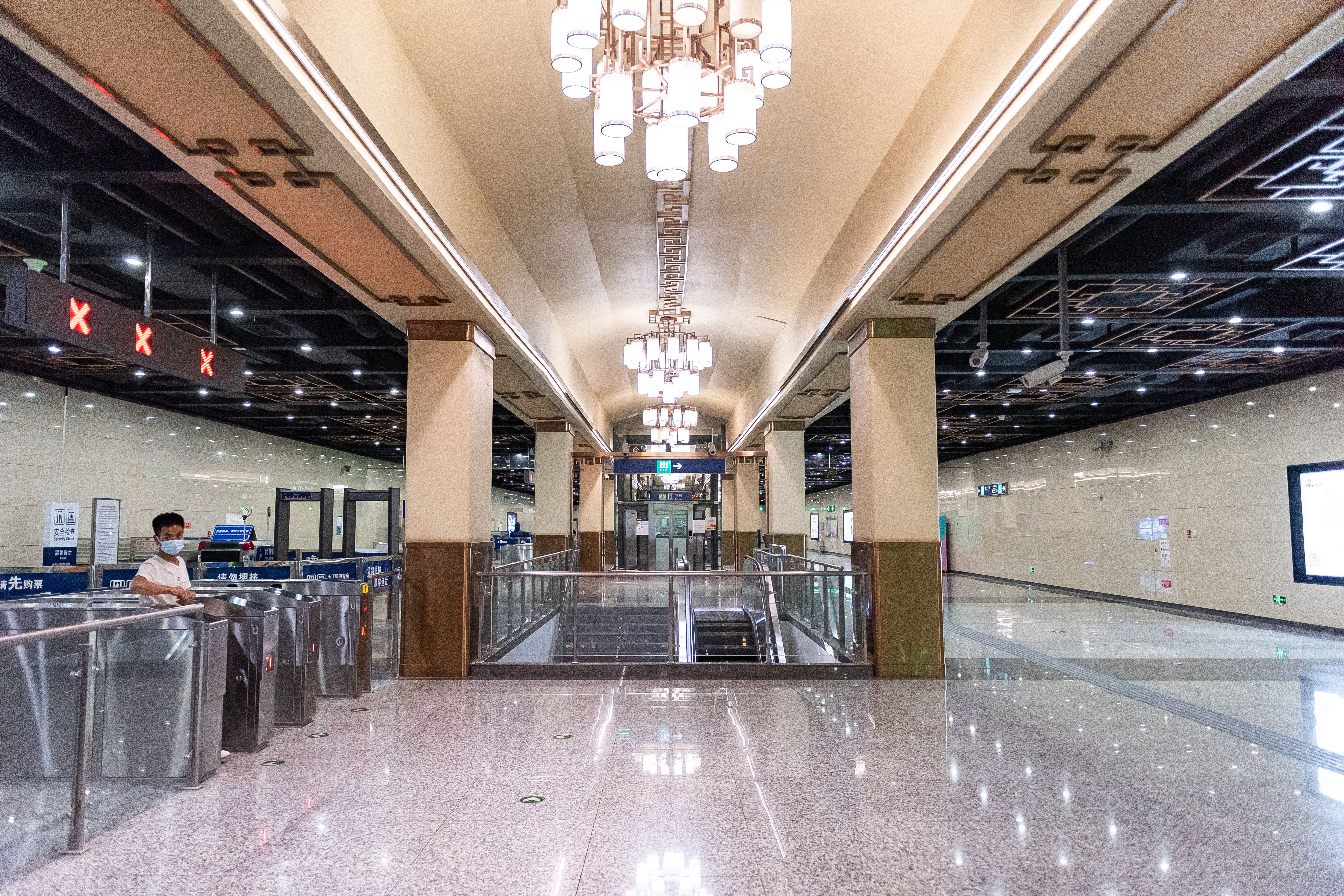
대합실 (2021년 5월 촬영)

이 역은 복층 3경간 프레임 구조를 채택하여 유효 승강장 폭 12m, 총 역 길이 263.2m의 개방형 공법으로 건설된 1면 2선 섬식 승강장으로 설계된 지하역이다.

### 층별 구조
| 지면층             | 출입구                          | B—D출입구                          |
| 지하 1층 대합실 층 | 대합실                          | 고객센터, 자동 발권기, 출입 게이트 |
| 지하 2층 승강장    | ←                               | ■ 16호선 베이안허 방면 (융펑)      |
| 지하 2층 승강장    | 섬식 승강장, 왼쪽 출입문이 열림 |                                    |
| 지하 2층 승강장    | →                               | ■ 16호선 완핑청 방면 (시베이왕)    |

## 출입구
이 역에는 총 3개의 출입구가 있다. 이 역은 융펑로(永丰路) 동쪽과 서쪽의 B, D 출입구에 대합실과 출입구를 연결하는 엘리베이터가 있다. 각 출입구에는 입구 주변의 건물과 시설 목록을 보여주는 간판이 존재한다.
|                         |                |                                                                     |      |             |
| 출구                    | 지시           | 출구 인근                                                           | 사진 | 무장애 시설 |
| 出口 · B                | 융펑로(永丰路) | 융펑로(永丰路) 동측, 중관춘 집적회로 설계단지(中关村集成电路设计园) |      |             |
| 出口 · C                | 융펑로(永丰路) | 융펑로(永丰路) 동측, 훙잉 초등학교(红英小学)                        |      | 빈칸        |
| 出口 · D                | 융펑로(永丰路) | 융펑로(永丰路) 서측, 융펑중심 초등학교(永丰中心小学)                |      |             |
| 아이콘 설명: 엘리베이터 |                |                                                                     |      |             |